# Seotan-myeon
Seotan-myeon (koreanska: 서탄면) är en socken i den nordvästra delen av Sydkorea, 50 km söder om huvudstaden Seoul. Den ligger i kommunen Pyeongtaek i provinsen Gyeonggi. 